# نورودوم مونينياث
نورودوم مونينياث هي الملكة الأم في كمبوديا، فهي أم الملك الحالي نورودوم سيهاموني وأرملة الملك الراحل نورودوم سيهانوك.
والملكة نورودوم مونينياث لها ولدان من زوجها الراحل الملك نورودوم سيهانوك، وهما الملك الحالي نورودوم سيهاموني (ولد سنة 1953) ونورودوم ناريندرابونغ (ولد سنة 1954) وكلاهما ولدا قبل زواج الملك والملكة سنة 1955.